# Aspidites melanocephalus
Aspidites melanocephalus är en ormart som beskrevs av Krefft 1864. Aspidites melanocephalus ingår i släktet Aspidites och familjen pytonormar.
Arten förekommer i norra Australien. Honor lägger ägg.

## Underarter
Arten delas in i följande underarter:
- A. m. melanocephalus
- A. m. adelynensis
- A. m. davieii

## Bildgalleri

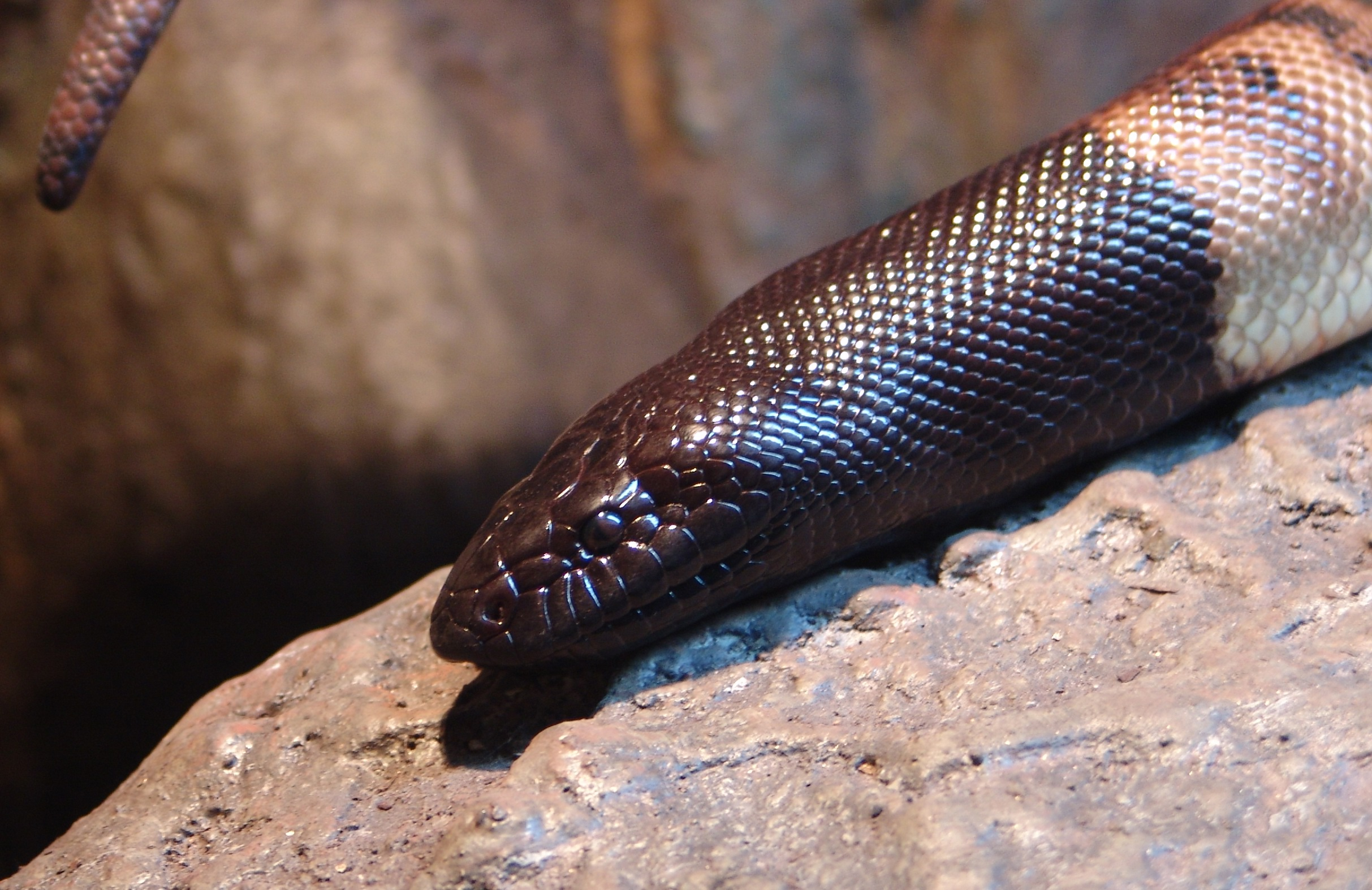
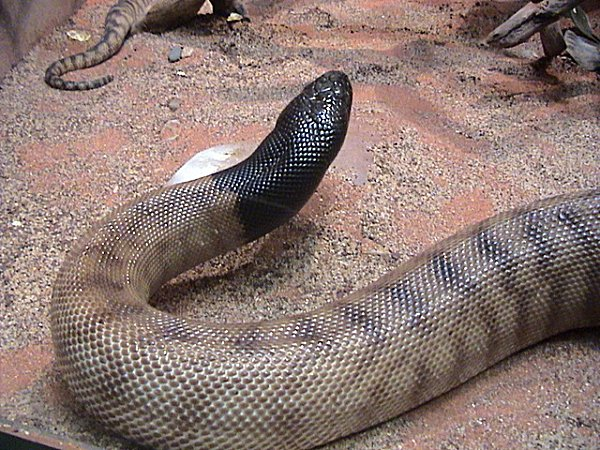
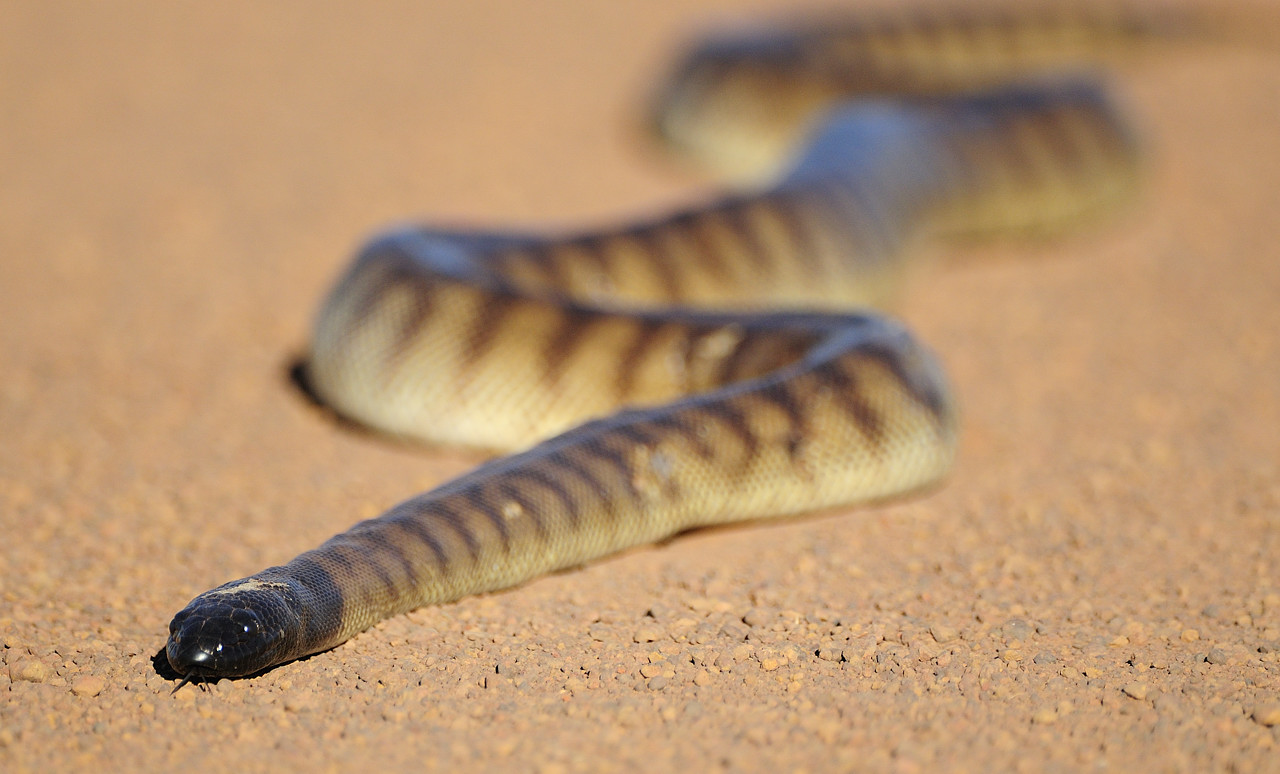